# Federação Mundial dos Concursos Internacionais de Música
A Federação Mundial dos Concursos Internacionais de Música (em inglês:  World Federation of International Music Competitions, WFIMC), é uma organização internacional que mantém uma rede de organizações reconhecidas internacionalmente que visam descobrir os jovens talentos mais promissores da música clássica através de uma competição. Criada em 1957, tem sua sede em Genebra, Suíça, e possui cento e vinte membros associados.

## Membros
Membros fundadores
- Internationaler Musikwettbewerb der ARD (Concurso Internacional de Música da ARD), Munique
- Concurso Internacional de Piano Franz Liszt Budapesti Nemzetközi Zenei Verseny (Concurso Internacional de Música de Budapeste)
- Concorso pianistico internazionale Ferruccio Busoni (Concurso Internacional de Piano Ferruccio Busoni), Bolzano
- Competição Internacional de Piano Frédéric Chopin, Varsóvia
- Concurso internacional de execução musical de Genebra
- Concorso internazionale di musica Gian Battista Viotti (Concurso Internacional de Música Giovanni Battista Viotti), Vercelli
- Międzynarodowy Konkurs Skrzypcowy im. Henryka Wieniawskiego (Concurso Internacional de Violino Henryk Wieniawski), Poznań
- Concours Long-Thibaud-Crespin (Concurso Marguerite Long-Jacques Thibaud-Régine Crespin), Paris
- Concorso internazionale di violino Niccolò Paganini (Concurso Internacional de Violino Niccolò Paganini), Génova
- Mezinárodní hudební festival Pražské jaro (Festival Internacional de Música Clássica da Primavera de Praga)
- Concours musical international Reine-Élisabeth-de-Belgique (Concurso Internacional de Música Rainha Isabel da Bélgica), Bruxelas

1958
- Concurs Internacional de Música Maria Canals (Concurso Internacional de Música Maria Canals), Barcelona
- Concours international de jeunes chefs d'orchestre de Besançon (Concurso Internacional de Jovens Maestros de Besançon)
- Internationaler Beethoven Klavierwettbewerb (Concurso Internacional de Piano Ludwig van Beethoven), Viena
- Concours international de chant de Toulouse (Concurso Internacional de Canto de Tolosa)

1959
- Internationaal Vocalisten Concours 's-Hertogenbosch (Concurso Internacional de Vocalistas de 's-Hertogenbosch)

1961
- Internationaler Robert-Schumann-Wettbewerb für Klavier und Gesang (Concurso Internacional para Cantores e Pianistas Robert Schumann), Zwickau

1963
- Concorso Internazionale di Composizione dell'Accademia Nazionale di Santa Cecilia (Concurso Internacional de Composição da Academia Nacional de Santa Cecília), Roma

1965
- Internationaler Johann-Sebastian-Bach-Wettbewerb (Concurso Internacional Johann Sebastian Bach), Leipzig
- Concurso Internacional de Piano de Leeds (em inglês, Leeds International Piano Competition)

1968
- Concurso Internacional de Música José Vianna da Motta, Lisboa[2]

1969
- Kansainvälinen Jean Sibelius -viulukilpailu (Concurso Internacional de Violino Jean Sibelius), Helsínquia

1973
- Grand Prix de Chartres (Grande Prémio de Chartres)

1974
- Međunarodno takmičenje muzičke omladine (међународном такмичењу Музичке омладине) (Concurso Internacional de Jovens Músicos), Belgrado

1975
- Concorso Pianistico Internazionale Alessandro Casagrande (Concurso Internacional de Piano Alessandro Casagrande), Terni
- Concurso Internacional de Piano Arthur Rubinstein (em inglês, Arthur Rubinstein International Piano Master Competition, em hebraico, התחרות הבינלאומית לפסנתר ע"ש ארתור רובינשטיי), Telavive
- International Maria Callas Grand Prix (Grande Prémio Internacional Maria Callas), Atenas

1976
- Concorso Internazionale di violino Alberto Curci (Concurso Internacional de Violino Alberto Curci), Nápoles
- Concurso Internacional de Piano Clara Haskil, Vevey
- Concurso Internacional de Piano de Santander "Paloma O'Shea", Santander
- Concours International de Violon de Sion  (Concurso Internacional de Violino de Sion)
- Concours International de Violon Tibor Varga (Concurso Internacional de Violino Tibor Varga), Martigny
- Concorso Internazionale Voci Verdiane "Città di Busseto" (Concurso Internacional das Vozes Verdianas de Busseto)

1977
- Concurso Internacional de Piano Van Cliburn (Van Cliburn International Piano Competition), Fort Worth

1978
- Sydney International Piano Competition (Concurso Internacional de Piano de Sydney)
- Međunarodno violinističko natjecanje Vaclav Huml (Concurso Internacional de Violino Vaclav Huml), Zagreb

1979
- Concours international de piano d'Épinal (Concurso Internacional de Piano de Épinal)

1980
- Internationaler Fritz Kreisler Wettbewerb (Concurso Internacional de Violino Fritz Kreisler), Viena
- Międzynarodowy Konkurs Dyrygentów im. Grzegorza Fitelberga (Concurso Internacional de Jovens Maestros Grzegorz Fitelberg), Katowice
- London String Quartet Competition (Concurso de Quartetos de Corda de Londres)
- Internationaler Louis Spohr-Wettbewerb für Junge Geiger (Concurso Internacional Louis Spohr para Jovens Violinistas), Friburgo em Brisgóvia
- William Kapell International Piano Competition (Concurso Internacional de Piano William Kapell), College Park

1981
- Concours International de Quatuor à Cordes de Bordeaux (Concurso de Quartetos de Corda de Bordéus)
- Carl Nielsen International Musikkonkurrence (violino, órgão, flauta, clarinete) (Concurso Internacional de Música Carl Nielsen), Odense
- Cleveland International Piano Competition
- Concurso Internacional de Ejecución Musical “Dr. Luis Sigall” (Concurso Internacional de Execução Musical “Dr. Luis Sigall”) (piano, violino, violoncelo, guitarra, canto), Viña del Mar
- Concorso Internazionale di Chitarra Classica “Michele Pittaluga” (Concurso Internacional de Guitarra Clássica “Michele Pittaluga”), Alexandria

1982
- Concours international de chant de Verviers (Concurso Internacional de Canto de Verviers)

1983
- Concurso Internacional de Canto Francisco J. Viñas, Barcelona
- Gina Bachauer International Piano Competition (Concurso Internacional de Piano Gina Bachauer), Salt Lake City

1984
- Banff International String Quartet Competition (Concurso de Quartetos de Corda de Banff)
- International Violin Competition of Indianapolis (Concurso Internacional de Violino de Indianápolis)
- Concorso Internazionale per Complessi da Camera (Concurso Internacional de Música de Câmara), Florença

1985
- Concurso Internacional de Violin "Premio Rodolfo Lipizer" (Concurso Internacional de Violino "Prémio Rodolfo Lipizer"), Gorizia

1986
- Concorso Internazionale di Direzione d'Orchestra “Arturo Toscanini” (Concurso Internacional de Regência de Orquestra Arturo Toscanini), Parma
- Concorso Internazionale di Composizione “Goffredo Petrassi” (Concurso Internacional de Composição “Goffredo Petrassi”)
- Certamen Internacional de Guitarra Francisco Tárrega (Concurso Internacional de Guitarra Francisco Tárrega), Benicasim

1987
- Concours Géza Anda (Concurso Géza Anda), Zurique
- Kobe International Flute Competition (Concurso Internacional de Flauta de Kōbe)
- Kansainvälinen Mirjam Helin -laulukilpailu (Concurso Internacional de Canto Mirjam Helin), Helsínquia
- Concurso Internacional de Piano Pilar Bayona, Saragoça (dissolvida após a edição de 2001)

1988
- Concurso Internacional de Canto de Bilbao (Concurso Internacional de Canto de Bilbau)
- Internationalen Musikwettbewerbs Köln (Concurso Internacional de Música da Cólonia) (violino, piano, canto)

1989
- Dublin International Piano Competition (Concurso Internacional de Piano de Dublin)

1990
- Internationaler Kammermusikwettbewerb Franz Schubert und die Musik der Moderne (Franz Schubert e o Concurso da Música Moderna), Graz
- Concorso Internazionale di Musica da Camera di Trapani (Concurso Internacional de Música de Câmara de Trápani)
- USA International Harp Competition (Concurso Internacional de Harpa dos Estados Unidos), Bloomington
- Internationaler Mozartwettbewerb (Concurso Internacional Mozart), Salzburgo

1991
- Concorso Internazionale per Quartetto d'Archi "Premio Paolo Borciani" (Concurso Internacional de Quartetos de Corda "Prémio Paolo Borciani"), Régio da Emília
- UNISA International Music Competition (Concurso Internacional de Música da Unisa), Pretória
- Internationaler Joseph Joachim Violinwettbewerb (Concurso Internacional de Violino Joseph Joachim), Hanôver

1992
- Concurso Internacional de Música da Cidade do Porto[3]
- Internationaal Franz Liszt Pianoconcours (Concurso Internacional de Piano Franz Liszt), Utrecht
- Odense Internationale Orgelkonkurrence (Concurso Internacional de Órgão de Odense)

1993
- Concorso Internazionale Pedrotti per direttori d'orchestra (Concurso Internacional para Dirigentes de Orquestra Antonio Pedrotti), Trento
- Concurso Internacional de Piano José Iturbi, Valência
- Internationale Violinwettbewerb Leopold Mozart (Concurso Internacional de Violino Leopold Mozart), Augsburgo
- Internationaler Instrumentalwettbewerb Markneukirchen (Concurso Internacional Instrumental de Markneukirchen)
- Competição Internacional de Música Rainha Sônia, Oslo

1994
- Tarptautinis Mikalojaus Konstantino Čiurlionio pianistų (Concurso Internacional de Piano e Órgão Mikalojus Konstantinas Čiurlionis), Vilnius
- Scottish International Piano Competition (Concurso Internacional de Piano da Escócia), Glasgow

1995
- Calgary International Organ Competition (Concurso Internacional de Órgão de Calgary)
- Concurso Internacional de Clarinete "Ciudad Dos Hermanas”
- Concurso Internacional de Violín Pablo Sarasate (Concurso Internacional de Violino Pablo de Sarasate), Pamplona
- Concorso Internazionale di Musica da Camera di Caltanissetta (Concurso Internacional de Música de Câmara de Caltanissetta)

1996
- Concorso Internazionale "Città di Porcia" (Concurso Internacional de Porcia) (instrumentos de sopro)
- Premio Internacional de Composición Musical "Ciudad de Tarragona" (Prémio Internacional de Composição "Cidade de Tarragona")
- Internationaler Schubert-Wettbewerb Dortmund (Concurso Internacional de Piano Franz Schubert de Dortmund)
- Melbourne International Chamber Music Competition (Concurso Internacional de Música de Câmara de Melbourne)

1997
- Medzinárodná klavírna sútaž Johann Nepomuk Hummel (Concurso Internacional de Piano Johann Nepomuk Hummel), Bratislava
- Concours International d'Opéra de Marseille (Concurso Internacional da Ópera de Marselha)
- Murray Dranoff International Two Piano Competition (Concurso Internacional de Duos de Piano Murray Dranoff), Miami
- Concours international de piano d'Orléans (Concurso Internacional de Piano de Orleães)
- Osaka International Chamber Music Competition (Concurso Internacional de Música de Câmara de Ósaca)
- Sergei Prokofiev International Music Competition (Concurso Internacional de Música Serguei Prokofiev), São Petersburgo

1998
- Honens International Piano Competition (Concurso Internacional de Piano Esther Honens), Calgary
- Concurso Internacional de Piano Hamamatsu (em inglês, Hamamatsu International Piano Competition, 浜松国際ピアノコンクール)
- Competição Internacional Tchaikovsky (piano, violino, violoncelo, canto), Moscovo
- Concorso Internazionale “Premio Trio di Trieste” (Concurso Internacional “Prémio Trio de Trieste”)

2000
- Concours International de Musique de Paris (Concurso Internacional de Música de Paris)
- Międzynarodowy Konkurs Wiolonczelowy im. Witolda Lutosławskiego (Concurso Internacional de Violoncelo Witold Lutosławski), Varsóvia

2001
- Internationaler Gesangswettbewerb "Alexander Girardi" (Concurso Internacional de Canto Alexander Girardi), Coburgo
- International Percussion Competition Luxembourg (Concurso Internacional de Percussão do Luxemburgo)
- Michael Hill International Violin Competition (Concurso Internacional de Violino Michael Hill), Auckland

2002
- Concurso Internacional George Enescu - Concursul Internațional ”George Enescu”, Bucareste
- London International Piano Competition (Concurso Internacional de Piano de Londres)
- Tbilisi International Piano Competition (Concurso Internacional de Piano de Tbilisi)

2003
- Musashino-Tokyo International Organ Competition (Concurso Internacional de Órgão de Musashino)
- Shizuoka International Singing Competition (Concurso Internacional de Canto de Shizuoka), Hamamatsu

2004
- Concurso Internacional de Dirección de la Orquesta de Cadaqués (Concurso Internacional de Regência de Orquestra de Cadaqués)
- Міжнародний конкурс молодих піаністів пам'яті Володимира Горовиця (Concurso Internacional de Jovens Pianistas "Em memória de Vladimir Horowitz"), Kiev
- Montreal International Musical Competition, Concours Musical International de Montréal (Concurso Internacional de Música de Montreal) (piano, violino, canto)
- Concurso Internacional de Piano Premio Jaén (Concurso Internacional de Piano Prémio Xaém)

2005
- Concorso internazionale di violino Città di Brescia (Concurso Internacional de Violino da Cidade de Bréscia)
- Sendai International Music Competition (仙台国際音楽コンクール) (Concurso Internacional de Música de Sendai) (violino, piano)
- Internationaler Franz Liszt Wettbewerb für junge Pianisten (Concurso Internacional para Jovens Pianistas Franz Liszt) (Franz Liszt - piano, Joseph Joachim - música de câmara)

2006
- Isang Yun Competition (Concurso Isang Yun), Tongyeong
- Concours International de Musique de Chambre de Lyon (Concurso Internacional de Música de Câmara de Lião)
- International Pablo Casals Cello Competition, (Concurso Internacional de Violoncelo Pau Casals), Kronberg im Taunus
- Concours international d'orgue de Saint-Maurice (Concurso Internacional de Órgão de Saint-Maurice)

2007
- China International Piano Competition (Concurso Internacional de Piano da China), Xiamen
- Međunarodno pijanističko natjecanje Svetislav Stančić (Concurso Internacional de Piano Svetislav Stančić), Zagreb
- TROMP Percussion Eindhoven (Percussão Theo Tromp de Eindhoven)

2008
- Max Rostal International Viola and Violin Competition (Concurso Internacional de Viola e Violino Max Rostal), Berlim
- Swedish International Duo Competition (Concurso Internacional de Duos para Piano na Suécia), Katrineholm

2009
- China International Singing Competition (Concurso Internacional de Canto da China), Ningbo
- China International Violin Competition (Concurso Internacional de Violino da China), Qingdao
- Jeju International Brass Competition (Concurso Internacional de Metais de Jeju)
- Maj Lind -pianokilpailu (Concurso Internacional de Piano Maj Lind), Helsínquia
- Concorso pianistico internazionale Rina Sala Gallo (Concurso Internacional de Piano Rina Sala Gallo), Monza
- Seoul International Music Competition (Concurso Internacional de Música de Seul) (piano, violino, canto)
- Telekom Beethoven Competition (Concurso Telekom Ludwig van Beethoven de Bona)
- Wilhelm Stenhammar International Music Competition (Concurso Internacional de Música Wilhelm Stenhammar) (cantores), Norrköping

2010
- Międzynarodowy Konkurs Pianistyczny im. Ignacego Jana Paderewskiego (Concurso Internacional de Piano Ignacy Jan Paderewski), Bydgoszcz

2011
- Veronica Dunne International Singing Competition (Concurso Internacional de Canto Veronica Dunne), Dublin
- Internationalen Wettbewerb für Blasinstrumente (Concurso Internacional de Instrumentos de Sopro), Düsseldorf
- International Oboe Competition of Japan (Concurso Internacional de Oboé do Japão), Karuizawa
- Concorso Internazionale di Musica da Camera “Città di Pinerolo” (Concurso Internacional de Música de Câmara da cidade de Pinerolo)
- Concurso Internacional BNDES de Piano do Rio de Janeiro[4]
- Međunarodno natjecanje mladih dirigenata "Lovro von Matačić" (Concurso Internacional para Jovens Regentes Lovro von Matačić), Zagreb

2012
- Internationaler Violinwettbewerb Henri Marteau (Concurso Internacional de Violino Henri Marteau), Lichtenberg e Hof